# Drink
 "Cocktail" omdirigeres hertil. For andre betydninger af Cocktail, se Cocktail (flertydig).
En drink (omfatter eng. cocktail) er en blanding af alkoholiske væsker og gerne også noget andet, som fx kakao eller sodavand. Nogle drinks bliver blandet ved at hælde ingredienser direkte i glasset, mens andre skal blandet i en cocktailshaker.
Eksempler på drinks:
- Isbjørn
- Rom og Cola
- Gin og tonic
- Dry martini (og vodka martini)
- Cosmopolitan
- Americano
- Sidecar
- Old Fashioned
- White Lady
- Irish coffee
- Piña Colada
- Mai Tai
- New Yorker
- Slow Comfortable Screw Up Against The Wall
- White russian
- Black Russian
- Mojito

## Etymologi
Der er forskellige morsomme forklaringer på oprindelsen af udtrykket Cocktail. Blandt disse er:
I gamle dage hvor der ikke var varmt vand i pubberne hældte bartenderne alle sjatter op i en skål (ofte udformet som en hane) inden glassene blev vasket. Sjatterne blev solgt billigt, og kunderne bestilte denne blandingsdrik ved at bede om en drink "out of the cocks tail".[kilde mangler]
I kolonitiden opbevarede pubberne spiritus i tønder, men da tønderne ikke var lufttætte fordampede indholdet med tiden, hvorfor indholdet langsomt tabte både smag og styrke. Sjatterne i tønderne "the tailings" og kunderne kunne bestille "tailings out of the cock (stop cock = hane).[kilde mangler]